# Пам'ятки монументального мистецтва Кам'янка-Бузького району
У Кам'янка-Бузькому районі Львівської області нараховується 2 пам'ятки монументального мистецтва.
| # | назва | адреса                                    | Номер | дата рішення                    |
| - | --- | ----------------------------------------- | ----- | ------------------------------- |
| 1 | Пам'ятник Шевченку Т. Г., українському поету і художнику (скульптор Є. Дзиндра, арх. Ст. Рихва, 1954, з/бетон)                               | м. Кам'янка-Бузька, парк ім. Т. Шевченка, | 519   | Рішення № 183, 05.05.1972       |
| 2 | Пам'ятник Шевченку Т. Г. і Шашкевичу М. С. («Єдність») (скульптор В. Подольський, арх. Й. Буковинський, 1992, кована мідь, мармурова крихта) | смт Новий Яричів                          | 1597  | Розпорядження № 528, 19.07.1995 |
|   | |                                           |       |                                 |

## Джерело
Перелік пам'яток Львівської області [Архівовано 16 вересня 2012 у Wayback Machine.]